# 49er

49er

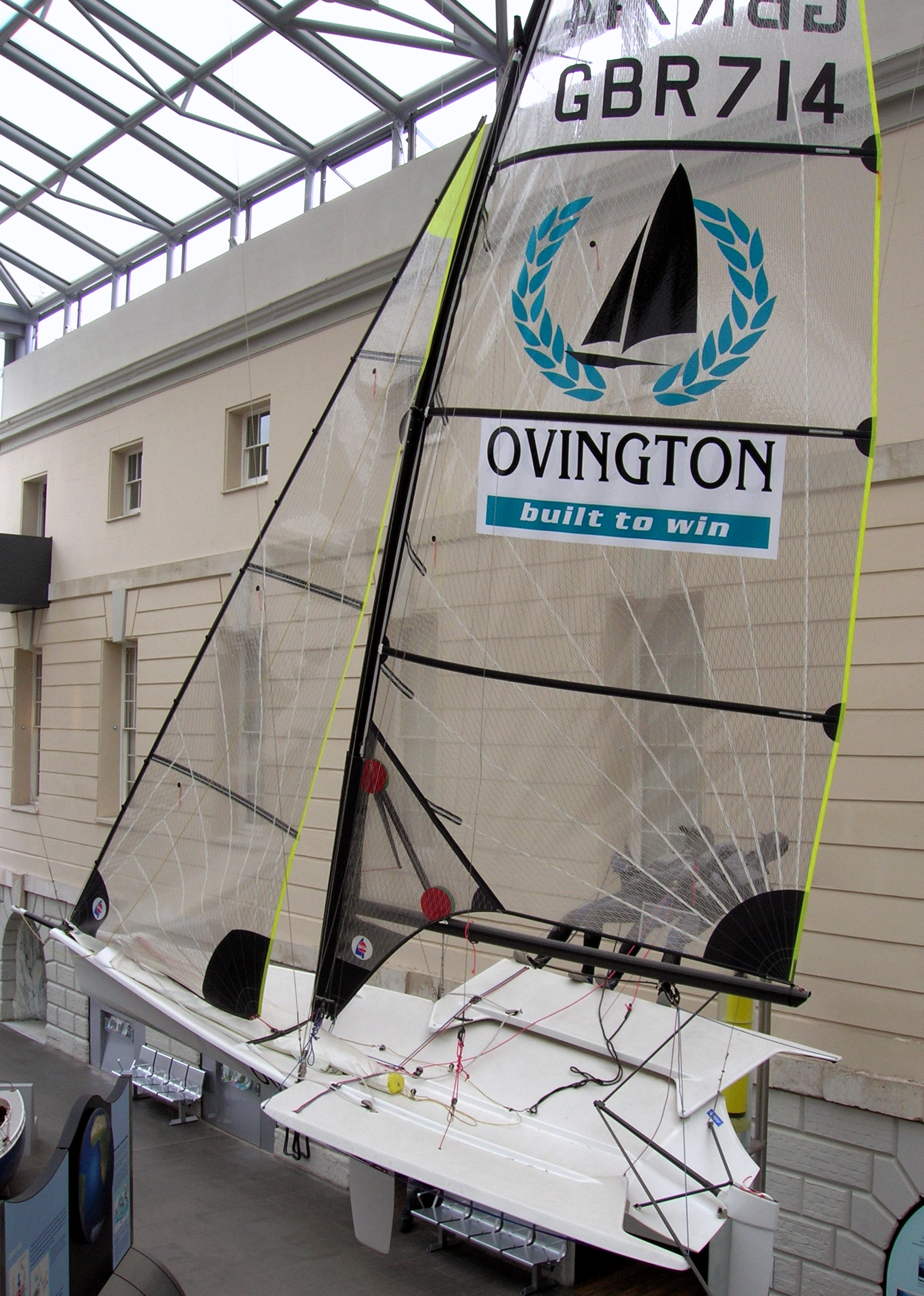
49er

49er (вимовляється «фо́ті-на́йнер») — новітній олімпійський відкритий клас гоночних яхт — на яхтах цього класу дозволено змагатися як чоловікам, так і жінкам. Назва класу походить від довжини корпусу човна, що становить трохи менше 4900 міліметрів.
З'явився у 1995 році. Проект був розроблений австралійцем Джуліаном Бетвейтом (Julian Bethwaite).
Скіф-монотип, корпус пластиковий (скловолокно на епоксидній смолі, вуглеволокно з пінозаповнювачем). Для відкренювання оснащений висувними пластиковими крилами і двома трапеціями. Грот і стаксель з наскрізними латами. Генакер асиметричний із самовисувним композитним бушпритом. Щогла розбірна (карбоново-композитний топ і алюмінієвий низ). Має одну з найвищих швидкостей серед олімпійських класів. За рахунок гігантської площі вітрил відносно корпусу вже при швидкості вітру більше 8 вузлів 49er йде швидше вітру на 2-3 вузли. 49er лишається керованим на швидкостях до 20 вузлів.
Уведений до складу змагань з вітрильного спорту на Олімпійських іграх з 2000 року.

## Основні характеристики
- Довжина корпусу: 4876 мм (16 футів),
- Маса яхти в повному озброєнні: 120 кг;
- Ширина корпусу: без крил — 1752 мм, з крилами — 2743 мм;
- Довжина щогли: 8.5 м,
- Довжина бушприта: 1.7 м.
- Площа вітрил: грот — 15 м², стаксель — 6,2 м², генакер — 33,92 м².
- Загальна парусність: на лавіруванні — 21,2 м², на повних курсах — 55,12 м².
- Екіпаж: 2 людини, рекомендована загальна вага екіпажу — 145—155 кг.

У гонці швидкість яхти досягає 20-25 вузлів.
Клас має досить гнучку систему вагового налаштування за рахунок висування крил і коректора ваги. Якщо вага екіпажу менша 148 кг, то крила висуваються на максимум, а до корпусу прикріплюється коректор ваги — 5 кг. При вазі 148—160 кг крила зсуваються на 5 см з кожного боку, плюс коректор ваги — 2,5 кг. При вазі понад 160 кг. — крила зсуваються на 10 см, коректор ваги відсутній.
Основною особливістю класу є максимальна завантаженість вітрилами. При однаковій вазі з яхтою класу «470», «49er» несе майже втричі більшу площу вітрил, що дає можливість раннього глісування при силі вітру 3-5 вузлів.
Іншою особливістю є наявність широких крил, які дають можливість екіпажу втримати човен на рівному кілі, збільшуючи важіль відкренювання. Обидва члени екіпажу: рульовий і шкотовий знаходяться на трапеції.
У сильний вітер на «49er» ходити вкрай складно. У Правилах класу встановлено, що змагання проводяться, якщо сила вітру не перевищує 24-х вузлів.
Гнучка щогла з 2-ма рядами краспиць складається з 2-х частин. Нижня частина — алюміній, верхня — вуглепластикова.
Перші щогли на «49er» виготовлялися відразу з певним профілем, зараз щогли виготовляються прямі та гнучкіші, що дозволяє ефективніше контролювати яхту при рвучких вітрах.
Високе розташування гіка з жорсткою відтяжкою, встановленою над гіком, дозволяє вільно переходити з борту на борт під час зміни галсу.
На сьогодні є 3 верфі, що будуть «49er»: Bethweit Design (Австралія), Ovington Boats (Англія) і Mackay Boats (Нова Зеландія).
Українські яхтсмени у класі 49er: Лука Родіон Михайлович, Леончук Георгій Ігорович.